# Rally New Zealand

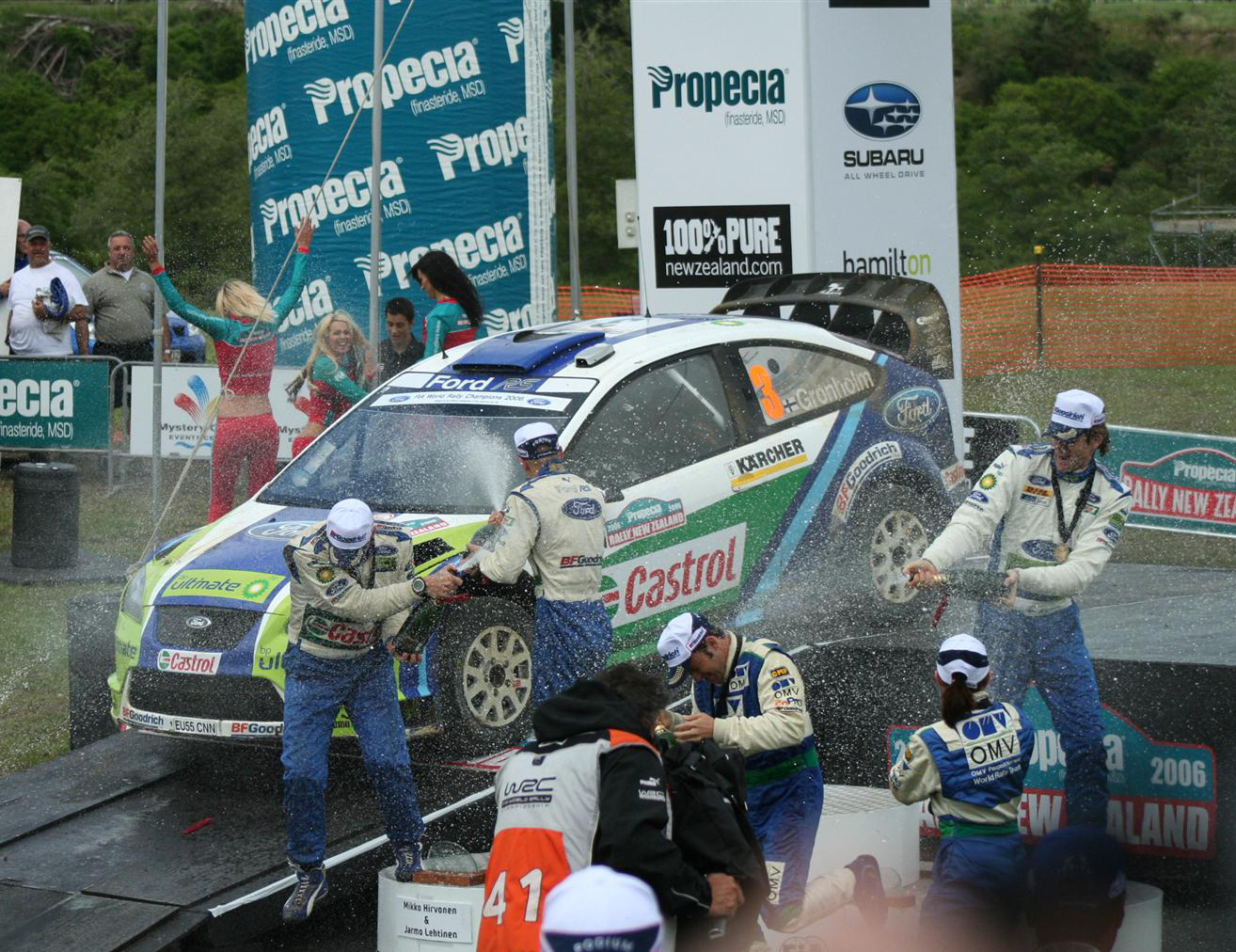
Marcus Grönholm och Timo Rautiainen firar på segerpodiet efter tävlingen 2006.

Rally New Zealand är en deltävling i rally-VM med bas i Hamilton på Nordön.
Rallyt instiftades 1969 under namnet Silver Fern Rally och hade då bas i Taupo på Nordön. Året efter, 1970, kördes tävlingen i Canterbury på Sydön för att året efter det flytta till Auckland på Nordön. 2006 flyttades basen till Hamilton.
Mellan 1977 och 2012 ingick tävlingen i Rally-VM, med undantag av 2009 och 2011 då tävlingen hölls vartannat år till fördel för Rally Australia.
2022 kom tävlingen tillbaka till VM-kalendern och vanns av finländaren Kalle Rovanperä.

## Karaktär
Nya Zeeland anses ha bland världens bästa grusvägar och tävlingen har alltid varit enormt populär bland både förare och fans.

## Vinnare av Rally New Zealand
| År        | Vinnare                             | Bil                           |                |
| --------- | ----------------------------------- | ----------------------------- | -------------- |
| 2022      | Kalle Rovanperä Jonne Haltunen      | Toyota Yaris Rally1           |                |
| 2013-2021 | Inget VM-rally                      | Inget VM-rally                | Inget VM-rally |
| 2012      | Sébastien Loeb Daniel Elena         | Citroën DS3 WRC               |                |
| 2011      | Inget VM-rally                      | Inget VM-rally                | Inget VM-rally |
| 2010      | Jari-Matti Latvala Miika Anttila    | Ford Focus WRC                |                |
| 2009      | Inget VM-rally                      | Inget VM-rally                | Inget VM-rally |
| 2008      | Sébastien Loeb Daniel Elena         | Citroën C4 WRC                |                |
| 2007      | Marcus Grönholm Timo Rautiainen     | Ford Focus WRC                |                |
| 2006      | Marcus Grönholm Timo Rautiainen     | Ford Focus WRC                |                |
| 2005      | Sébastien Loeb Daniel Elena         | Citroën Xsara WRC             |                |
| 2004      | Petter Solberg Phil Mills           | Subaru Impreza WRC            |                |
| 2003      | Marcus Grönholm Timo Rautiainen     | Peugeot 206 WRC               |                |
| 2002      | Marcus Grönholm Timo Rautiainen     | Peugeot 206 WRC               |                |
| 2001      | Richard Burns Robert Reid           | Subaru Impreza WRC            |                |
| 2000      | Marcus Grönholm Timo Rautiainen     | Peugeot 206 WRC               |                |
| 1999      | Tommi Mäkinen Risto Mannisenmäki    | Mitsubishi Lancer Evolution 6 |                |
| 1998      | Carlos Sainz Luís Moya              | Toyota Corolla WRC            |                |
| 1997      | Kenneth Eriksson Staffan Parmander  | Subaru Impreza 555            |                |
| 1996      | Inget VM-rally                      | Inget VM-rally                | Inget VM-rally |
| 1995      | Colin McRae Derek Ringer            | Subaru Impreza 555            |                |
| 1994      | Colin McRae Derek Ringer            | Subaru Impreza 555            |                |
| 1993      | Colin McRae Derek Ringer            | Subaru Legacy RS              |                |
| 1992      | Carlos Sainz Luís Moya              | Toyota Celica Turbo 4WD       |                |
| 1991      | Carlos Sainz Luís Moya              | Toyota Celica GT-Four         |                |
| 1990      | Carlos Sainz Luís Moya              | Toyota Celica GT-Four         |                |
| 1989      | Ingvar Carlsson Per Carlsson        | Mazda 323 4WD                 |                |
| 1988      | Sepp Haider Ferdinand Hinterleitner | Opel Kadett GSi 16V           |                |
| 1987      | Franz Wittmann Jörg Pattermann      | Lancia Delta HF 4WD           |                |
| 1986      | Juha Kankkunen Juha Piironen        | Peugeot 205 Turbo 16 E2       |                |
| 1985      | Timo Salonen Seppo Harjanne         | Peugeot 205 Turbo 16          |                |
| 1984      | Stig Blomqvist Björn Cederberg      | Audi Quattro A2               |                |
| 1983      | Walter Röhrl Christian Geistdörfer  | Lancia Rally 037              |                |
| 1982      | Björn Waldegård Hans Thorszelius    | Toyota Celica 2000GT          |                |
| 1981      | Inget VM-rally                      | Inget VM-rally                | Inget VM-rally |
| 1980      | Timo Salonen Seppo Harjanne         | Datsun 160J                   |                |
| 1979      | Hannu Mikkola Arne Hertz            | Ford Escort RS1800            |                |
| 1978      | Russell Brookes Chris Porter        | Ford Escort RS1800            |                |
| 1977      | Fulvio Bacchelli Francesco Rossetti | Fiat 131 Abarth               |                |